# Adam Nimoy
Adam Nimoy, född 9 augusti 1956 i Los Angeles i Kalifornien, är en amerikansk filmregissör. Han är son till Leonard Nimoy och Sandra Zober.
Är sedan 2018 gift med Terry Farrell.
Nimoy har regisserat enskilda avsnitt av bland annat följande TV-serier: Star Trek: The Next Generation, Babylon 5, På spaning i New York, Ally McBeal, Advokaterna, Ensamma hemma och Gilmore Girls.
Hans första långfilm var dokumentären For the Love of Spock. Hans far spelade Spock i TV-serien Star Trek.